# Staatsschauspiel (Dresde)

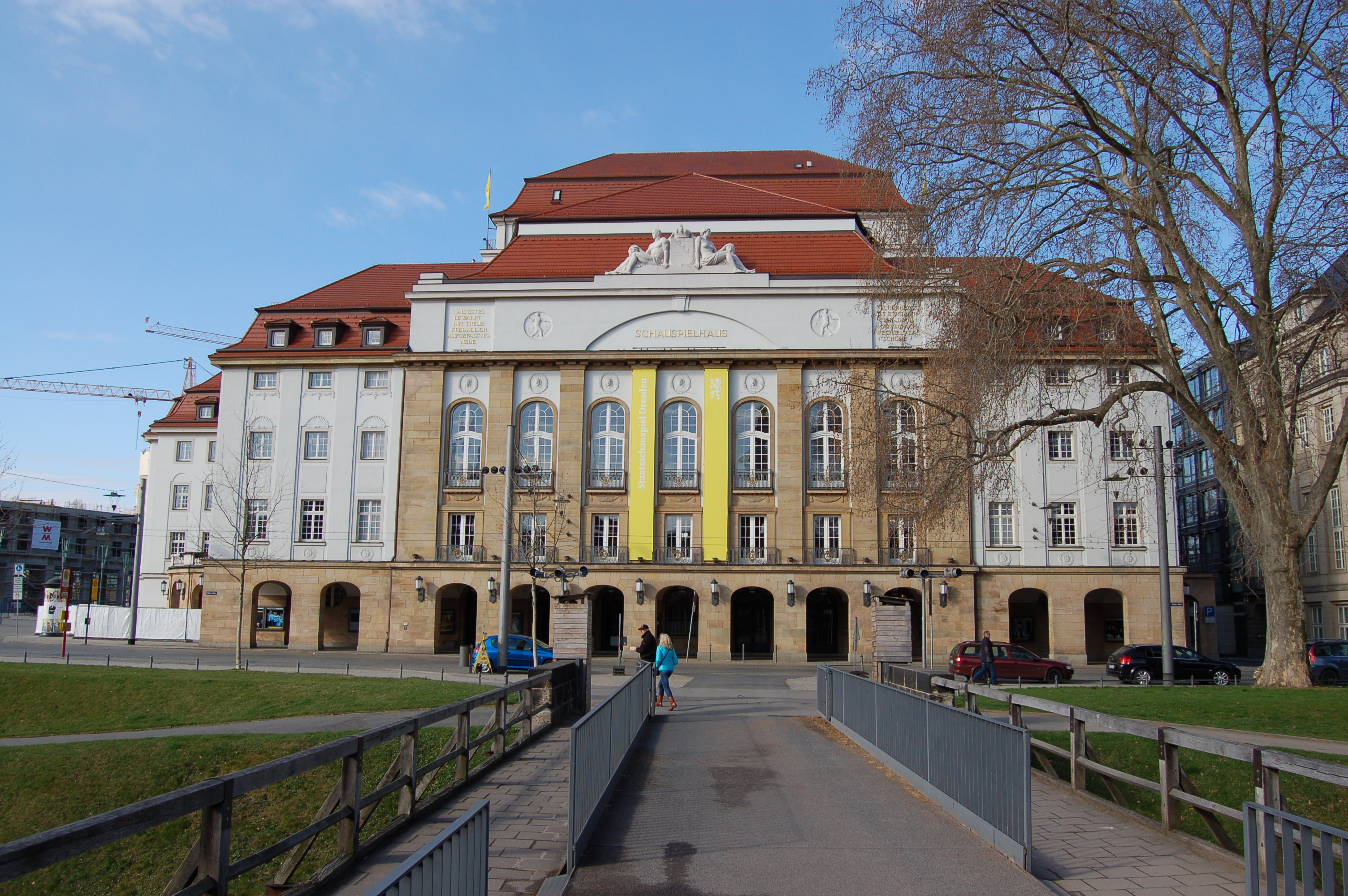
Staatsschauspielhaus de Dresde en 2012.

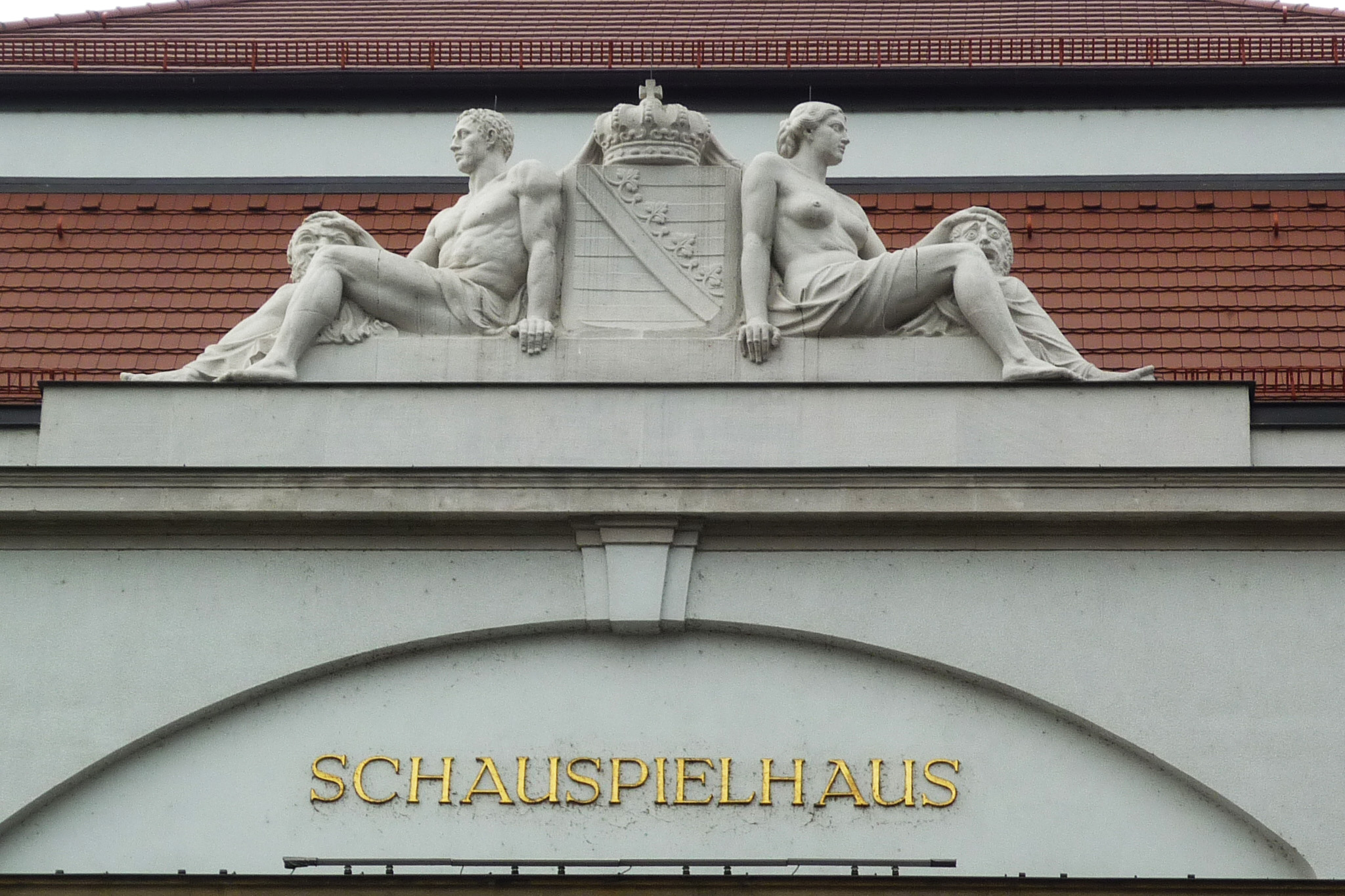
Sculptures de Georg Wrba.

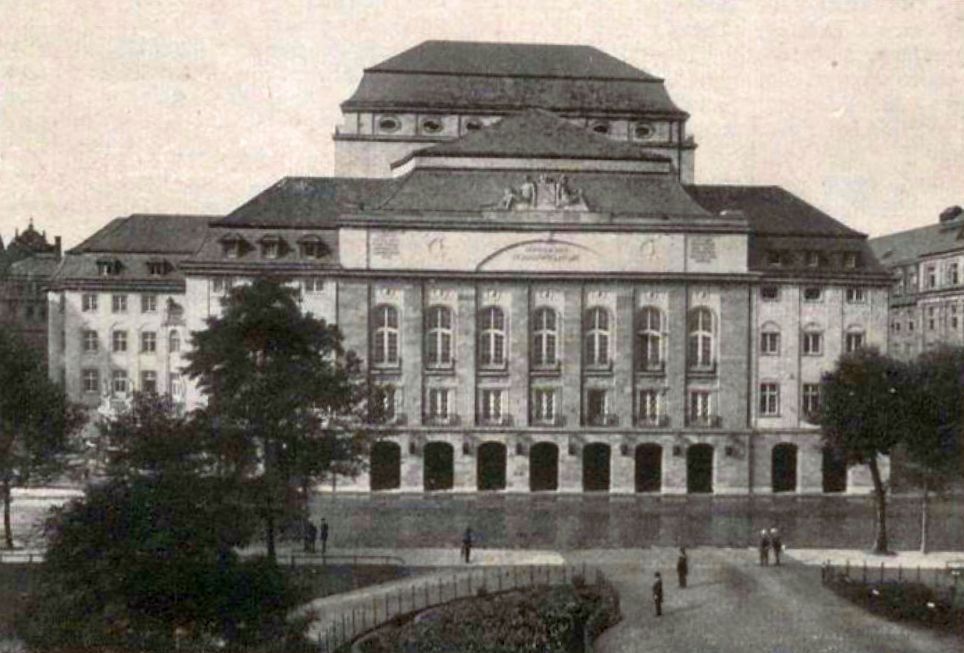
Le bâtiment d'origine du Schauspielhauses en 1914.

Le Staatsschauspiel de Dresde (Staatsschauspiel Dresden) est un théâtre situé à Dresde en Allemagne. Il est entretenu par l'État libre de Saxe, d'où son nom de théâtre d'État.

## Description
Le Staatsschauspiel Dresden a été créé en 1983 et installé dans l'ancien "Staatstheater Dresden" qui remonte à un ancien théâtre royal. En 1983, il y a eu une séparation administrative entre l'opéra, le ballet, et le théâtre. Le Staatsschauspiel et l'Opéra d'État de Dresde voient le jour. Le 13 février 1985, les départements musicaux ont reçu leur bâtiment d'opéra restauré, le Semperoper. La Grande Maison est redevenue une salle de spectacle avec l'ensemble des acteurs comme seul maître de cette maison.
Il se compose d'un auditorium principal, le Schauspielhaus (la maison de jeu), et d'un studio de théâtre, le Kleine Haus (la petite maison).

## Historique
Le Staatstheater Dresden a été construit de 1911 à 1913 en face du Zwinger, selon les conceptions néo-baroque et Art nouveau de William Lossow (de) et de son fils Max Hans Kühne (de) et avec le soutien de l'industriel Karl August Lingner (de). Il s'harmonise avec l'architecture du Zwinger, avec des arcades et des éléments baroques à l'extérieur et des statues du sculpteur Georg Wrba. Les installations techniques du nouveau théâtre, y compris les machines à commande hydraulique pour le nouveau décor coulissant du directeur technique Adolf Linnebach (de), en ont fait le théâtre le plus avancé de son temps.
Les 13 et 14 février 1945, le bâtiment a été partiellement détruit lors du bombardement de Dresde, mais a été reconstruit en trois ans, devenant le premier théâtre allemand à rouvrir après-guerre pour l'opéra, le ballet et le théâtre. La cérémonie d'ouverture eut lieu le 22 septembre 1948 avec l'opéra Fidelio de Beethoven et le 23 septembre 1948 avec la pièce Simón Bolívar de Ferdinand Bruckner.